# Flattr
Flattr er et mikrobetalingssystem, der blev lanceret i marts 2010. Flattr blev etableret af Peter Sunde og Linus Olsson og giver besøgende på hjemmesider mulighed for at betale små månedlige beløb og derefter klikke på knapper på sider for at fordele de penge der er indbetalt på de sider, der er klikket på. Brugerne indbetaler minimum 2 euro per måned. Sunde udtalte ved lanceringen til BBC, at "the money you pay each month will be spread evenly among the buttons you click in a month. We want to encourage people to share money as well as content."
Flattr lukkede officielt ned i marts 2023. 

## Eksterne links
- Flattr Arkiveret 21. december 2014 hos  Wayback Machine
- Flattr – tjen penger på det du lager Arkiveret 8. maj 2013 hos  Wayback Machine i DinSide 20. juli 2010
- Pirate Bay-Peter vil ta bort «de gamle idiotene» Arkiveret 6. marts 2016 hos  Wayback Machine i Dagbladet 25. februar 2010

| Software | Spire Denne artikel om software og programmering er en spire som bør udbygges. Du er velkommen til at hjælpe Wikipedia ved at udvide den. |